# Chiesa di San Lorenzo a Colle Ciupi
La chiesa di San Lorenzo a Colle Ciupi è un edificio sacro situato nel comune di Monteriggioni, in provincia di Siena, arcidiocesi di Siena-Colle di Val d'Elsa-Montalcino.

## Storia
La chiesa di san Lorenzo è situata sulla vetta di un colle citato nel XII secolo come Sancto a Colle, mentre la chiesa viene citata per la prima volta nel 1178 quando il suo rettore partecipò ad un lodo per l'assegnazione del romitorio di Montemaggio alla Badia a Isola, monastero a cui faceva capo.
Nelle Rationes Decimarum viene chiamata parrocchia di Celle e da quel documento si evince che tra il XIII e XIV secolo il suo territorio era uno dei più poveri tra quelli inseriti nel piviere di Marmoraia, ma nonostante le esigue rendite fu sempre solvente, tanto che, oltre al pagamento dei tributi, riuscirono anche a far affrescare quasi completamente l'interno della chiesa dagli allievi di Duccio di Boninsegna.
Dopo che nel 1592 venne istituita la nuova diocesi di Colle Val d'Elsa, la chiesa di Colle Ciupi venne annessa alla parrocchia di Fungaia; nei secoli seguenti la popolazione della parrocchia aumentò ma non tanto da rendere necessari dei lavori ampliamento e di adeguamento.
Già all'inizio del XX secolo venne inserita tra i beni da tutelare ma soltanto nel 1995 su iniziativa del Monte dei Paschi di Siena, la chiesa è stata restaurata e sono stati scoperti e ripuliti i dipinti.

## Descrizione
Grazie ai recenti restauri l'edificio si presenta in buono stato ed è riferibile alla prima metà del XIII secolo.
La facciata, molto larga, presenta un portale ad arco crescente realizzato con calcare massiccio; nella sovrastante lunetta in origine probabilmente doveva esserci un affresco. Appena sotto la cuspide si trova un oculo svasato mentre sul lato destro si trova un secondo portale, con arco estradossato e ribassato, che conduce al chiostro. Una monofora centinata si trova sul fianco settentrionale ed un'altra nella tribuna.
Nell'angolo nord-est si trova il campanile a vela, aperto da una monofora, probabilmente originale.
L'interno presenta un'aula rettangolare con copertura a tetto con un paramento murario realizzato con calcare cavernoso. Le pareti sono coperte di affreschi sono databili agli inizi del Trecento. Gli affreschi sono stati realizzati dal Maestro della maestà Gondi, uno dei primi seguaci di Duccio di Boninsegna, e dai suoi allievi a distanza di qualche decennio l'uno dall'altro e siccome raffigurano sempre lo stesso soggetto (Madonna in trono con Bambino e Santi) sono interessanti come esempio della maturazione artistica della pittura senese del periodo.
Ai due lati dell'altare sono inoltre presenti le raffigurazioni di San Pietro e San Paolo. Su due pareti laterali ci sono scene di Vita di San Lorenzo e Santa Caterina d'Alessandria; ai due lati dell'altare, inoltre, sono presenti degli spartiti musicali affrescati con le note di inni dedicati alla Vergine.